# Cemetery Flats
Cemetery Flats är en platå i Antarktis. Den ligger på Signy Island i Sydorkneyöarna. Argentina och Storbritannien gör anspråk på området.